# Crypto Stamp
Als Crypto Stamp wird eine Briefmarkenserie der Österreichischen Post bezeichnet, welche am 11. Juni 2019 in den Handel kam. Es handelt sich hierbei jedoch nicht um die erste Kryptobriefmarke der Welt. Diese erschien im Jahr 2018, herausgegeben von Gibraltar. Jede Briefmarke der ersten Serie, die auf 150.000 Stück limitiert war, enthält ein digitales Abbild in der Blockchain und jeder Briefmarke ist ein einzigartiger Token zugeordnet. Seit 2019 wurden über eine million Crypto Stamps von der österreichischen Post ausgegeben.
Der Begriff Crypto Stamp wird inzwischen als Synonym für digitale Briefmarken verwendet. Zahlreiche Länder haben neben Österreich unter dieser Begriffskategorie eigene Serien aufgelegt. Darunter finden sich beispielsweise Kroatien, Frankreich, Liechtenstein, Luxembourg, die Niederlande, Polen, Portugal, USA, Rumänien und die Schweiz. Am 7. Oktober 2021 erschien der erste globale Crypto Stamps Katalog online.

## Allgemeines
Ab dem 11. Juni 2019 konnte die Crypto Stamp 1.0 (2019, Einhorn) zu einem Preis von 6,90 Euro erworben werden. Der Preis entspricht dem auf der Marke aufgedruckten Nominalwert, also dem Gegenwert der Portokosten, die mit der Marke beglichen werden können. Die Marke kann man in der Mitte trennen, die linke Hälfte kann für den Versand von Briefen und Paketen verwendet werden.
Zum Zeitpunkt des Erscheinens der Briefmarke entsprach der Nominalwert 6,90 Euro der Tarifstufe Brief International EU und Rest Europa L (max. Format L 353 mm × B 250 mm × H 30 mm, Gewicht bis 2 kg).
Der andere Teil des Markenblocks enthält die Zugangsdaten zu einem Ethereum-Paperwallet. Die Zugangsdaten sind durch Rubbelflächen verdeckt. Dieses Wallet entspricht einer „Geldbörse“, welche auf der unabhängigen Online-Handelsplatform Ethereum mit der Kryptowährung Ether basiert. Das abgebildete Einhorn entspricht dem Wappentier der Ethereum-Community.
Die Briefmarke ist nicht wie übliche Briefmarken aus dünnem Papier hergestellt, sondern ähnelt der Beschaffenheit und der Größe einer herkömmlichen Scheckkarte.
Die Marke war wenige Tage nach Verkaufsstart – zumindest vorerst – ausverkauft.
Konzeptioniert und umgesetzt wurde die Crypto Stamp erstmals von Daniel Döller gemeinsam mit der Philatelie der Österreichischen Post AG. Gestaltet wurde die Marke von Julia Obermüller, einer österreichischen Industriedesignerin, die u. a. auch den vom Bundespräsidenten verliehenen sub auspiciis Praesidentis Ehrenring designte.

## Ethereum Paperwallet
Jede Marke hat ein aufgedrucktes Ethereum-Paperwallet mit Public Key und Private Key. Auf dem Ethereum Wallet befindet sich ein geringer Betrag an Ether und ein CS1 (Crypto Stamp Edition 1) Token. Das Ether-Guthaben ist vorhanden, damit man den CS1 Token versenden kann und damit die Transaktionsgebühren zumindest einmalig beglichen werden können. Die CS1 Token basieren auf der Plattform von Ethereum und wurden als ERC721 Token erstellt.

## Crypto Stamp 1.0, 2019, Einhorn
Die 150.000 Briefmarken sind physisch identisch und unterscheiden sich optisch kaum. Jedem digitalen Zwilling wurde zur Steigerung ihres Sammlerwerts eine (virtuelle) Farbe hinterlegt, die erst durch eine online-Abfrage sichtbar wird, beispielsweise indem man den QR-Code scannt. Alternativ lässt sich die aufgedruckte ID online manuell eintragen.
| Farbe   | Anzahl  | Anteil in % |
| ------- | ------- | ----------- |
| Schwarz | 78.500  | 52,3 %      |
| Grün    | 40.000  | 26,7 %      |
| Blau    | 20.000  | 13,3 %      |
| Gelb    | 10.000  | 6,7 %       |
| Rot     | 1.500   | 1%          |
| Summe   | 150.000 | 100%        |

Unter den 150.000 Briefmarken gibt es 500, die keinen Zugang zu einem Ethereum Paperwallet vermitteln, da diese direkt über die Blockchain gekauft wurden. Hinter der entsprechenden Rubbelfläche auf der physischen Briefmarke befinden sich daher nicht die Zugangsdaten zu einer Ethereum-Paperwallet, sondern der Hinweis: "this crypto stamp was bought and delivered after purchase via smart contract".

## Nachfolge-Serien Crypto Stamp 2.0 bis 4.0
Von der Crypto Stamp 2.0 (2020) wurden am 25. Juni 2020 insgesamt 240.000 Stück aufgelegt. Die Auflage pro Motiv betrug jeweils 60.000. Die vier Motive waren Panda, Honigdachs, Doge und Lama. Der Ausgabepreis/Nominalwert betrug 7 Euro.
Das Motiv der Crypto Stamp 3.0 (2021) war der Wal. Der Nominalwert betrug 9,90 Euro. Die Auflage lag bei insgesamt 100.000 Stück.
Die Crypto Stamp 3.1 (2021) ziert das Rhinoceros („Rhino“) sowie eine Katze. Der Preis betrug 9,90 Euro pro Stück, die Auflagenhöhe lag bei jeweils 70.000 Stück.
Bei der Crypto Stamp 4.0 (2022) handelt es sich um eine Gemeinschaftsausgabe mit der Post aus den Niederlanden. Motiv ist der Bulle – sowohl bei den Ausgaben für die Niederlande als auch für die Österreichischen Crypto-Stamps. Der Preis pro Stück für die österreichische Variante betrug wiederum 9,90 Euro, die Auflagenhöhe lag bei 100.000 Stück. Die niederländische Crypto Stamp 4.0 kostete 9,05 Euro (Auflage 140.000 Stück).

## Sonderausgabe Gold Edition
Neben den klassischen Serien 1.0 bis 4.0 erschienen streng limitierte Goldeditionen mit einem Nominalwert von 500 Euro. Die Ausgaben dieser Edition beinhalten neben der Briefmarke zusätzlich einen 1-Gramm-Goldbarren der Münze Österreich. Die Sonderausgaben Gold Edition waren stets innerhalb weniger Minuten vergriffen und werden zu teils hohen Preisen auf dem Sekundärmarkt gehandelt.
Die Crypto Stamp Goldenes Einhorn (2020) erschien in limitierter Auflage von 999 Stück. Ein besonderes Einzelstück wurde mit einem 20-Gramm-Goldbarren verlost.
Die Sonderauflage Crypto Stamp Gold Edition Doge (2021) erschien mit der Auflage von 1.000 Stück. Ein Unikat ist mit einem 20-Gramm-Goldbarren verziert und wurde in einem Ideen-Wettbewerb zur Zukunft der Crypto Stamps unter mehr als 400 Einreichungen durch die Österreichische Post an den Gewinner vergeben.
Die Crypto Stamp Gold Edition Wal (2022) erschien in einer limitierten Auflage von 999 Stück.
Die Crypto Stamp Gold Edition Bulle (2022) war eine Gemeinschaftsausgabe mit der niederländischen Post. Die Auflage betrug 499 Stück in Österreich und 999 Stück in den Niederlanden. In beiden Ländern lag der Preis bei 500 Euro.

## Sonderausgabe zugunsten des WWF
Am 27. April 2023 wurde zum Marine Mammal Rescue Day das Einzelstück Crypto Stamp Gold Edition Wal (2022) mit 20-Gramm-Goldbarren herausgegeben. Der gesamte Verkaufspreis von 5.000 Euro wurde an den WWF für Projekte zur Rettung der Wale gespendet. Diese besonders seltene Ausgabe war innerhalb weniger Sekunden vergriffen.

## Kritik und Rezeption
Die roten Briefmarken der Crypto Stamp 1.0 wurden Ende Juni 2019 unter Sammlern für mehrere 100 bis 10.000 Euro gehandelt. Helmut Kogler, Präsident vom Verband Österreichischer Philatelistenvereine hält diese hohen Preise für nicht gerechtfertigt. Tom Sperlich bezeichnete die Marke in einem Artikel von Heise online als „weitreichende PR-Aktion“ der Österreichischen Post. Michael Leitner schrieb für Futurezone, das Konzept erinnere stark an Panini-Sticker und Sammelkartenspiele, da man beim Kauf nicht sehe, welche Farbvariante man erhält.
Der Austria Netto Katalog (AKN) hat Crypto Stamps, genau wie der Michel-Katalog, in das Verzeichnis aufgenommen. Ab Crypto Stamps 2.0 werden die Auflagen im AKN in einem eigenen Kapitel der "Crypto Stamps" geführt.